# Rajner Józef Habsburg
Rajner Józef Habsburg (niem.: Rainer Joseph Johann Michael Franz Hieronymus von Österreich) (ur. 30 września 1783 w Pizie, zm. 16 stycznia 1853 w Bolzano) – arcyksiążę austriacki, członek dynastii habsbursko-lotaryńskiej, wicekról lombardzko-wenecki w latach 1818–1848, syn cesarza Leopolda II.

## Życiorys
Rajnier urodził się w 1783 roku jako 14. dziecko cesarza Leopolda II i cesarzowej
Marii Ludwiki. W 1818 roku został mianowany przez brata wicekrólem lombardzko-weneckim. Osiadł wtedy wraz z rodziną w Mediolanie. Rewolucja w 1848 roku doprowadziła do usunięcia Rajnera z funkcji, gdy powstanie było tłumione, Radetzky został mianowany następcą Rainera jako namiestnik. Cierpiał na łagodną postać padaczki. Rainier zmarł w 1853, w Bolzano, gdzie został wraz z żoną pochowani w Maria Himmelfahrtskirche.

## Małżeństwo i potomstwo
Arcyksiążę Rainer 28 maja 1820 w Pradze poślubił księżniczkę Marię Elżbietę, córkę księcia Karola Emanuela księcia Carignano i zarazem młodszą siostrę Karola Alberta, króla Sardynii. Z małżeństwa urodziło się ośmioro dzieci:
- Maria Karolina (6 lutego 1821 – 23 czerwca 1844) – niezamężna
- Maria Adelajda (3 czerwca 1822 – 20 stycznia 1855) – żona Wiktora Emanuela II, królowa Sardynii
- Leopold Ludwig(inne języki) (6 czerwca 1823 – 24 maja 1898) – feldmarschalleutnant i admirał austriacki
- Ernest Karol (8 sierpnia 1824 – 4 kwietnia 1899), feldmarschalleutnant austriacki
- Zygmunt Leopold(inne języki) (7 stycznia 1826 – 15 grudnia 1891), feldmarschalleutnant austriacki
- Rajner Ferdynand Habsburg (11 stycznia 1827 – 27 stycznia 1913) – premier Cesarstwa Austrii
- Henryk Antoni Habsburg(inne języki) (9 maja 1828 – 30 listopada 1891), feldmarschalleutnant
- Maksymilian Karol (16 stycznia 1830 – 16 marca 1839)

## Ordery
Odznaczenia Rajner Józef Habsburga to między innymi:
- Order Złotego Runa
- Krzyż Wielki Orderu Świętego Stefana
- Krzyż Wielki Orderu Leopolda
- Kawaler Orderu Żelaznej Korony I klasy w brylantach
- Order Świętego Andrzeja (Imperium Rosyjskie)
- Order Świętego Aleksandra Newskiego (Imperium Rosyjskie)
- Cesarski i Królewski Order Orła Białego (Imperium Rosyjskie)
- Order Świętej Anny I klasy (Imperium Rosyjskie)
- Order Orła Czarnego (Prusy)
- Order Orła Czerwonego I klasy (Prusy)
- Najwyższy Order Zwiastowania Najświętszej Marii Panny (Order Annuncjaty)[2][3]